# Homestead Base
Homestead Base è un Census-designated place degli Stati Uniti d'America situato nella parte meridionale della Contea di Miami-Dade dello Stato della Florida.
Secondo le stime del 2010, la città ha una popolazione di 446 abitanti su una superficie di 11,30 km².

La località ospita l'aeroporto della Homestead Air Reserve Base.